# Centro Olímpico de Tênis
Das Centro Olímpico de Tênis Maria Esther Bueno (deutsch Olympisches Tenniszentrum) ist ein Tenniszentrum im Olympiapark Rio de Janeiro, das für die Olympischen Sommerspiele 2016 und Sommer-Paralympics 2016 auf dem ehemaligen Gelände des Autódromo Internacional Nelson Piquet erbaut wurde. Bei den Paralympics fanden hier die Spiele im Rollstuhltennis und im 5er-Fußball genutzt.

## Geschichte

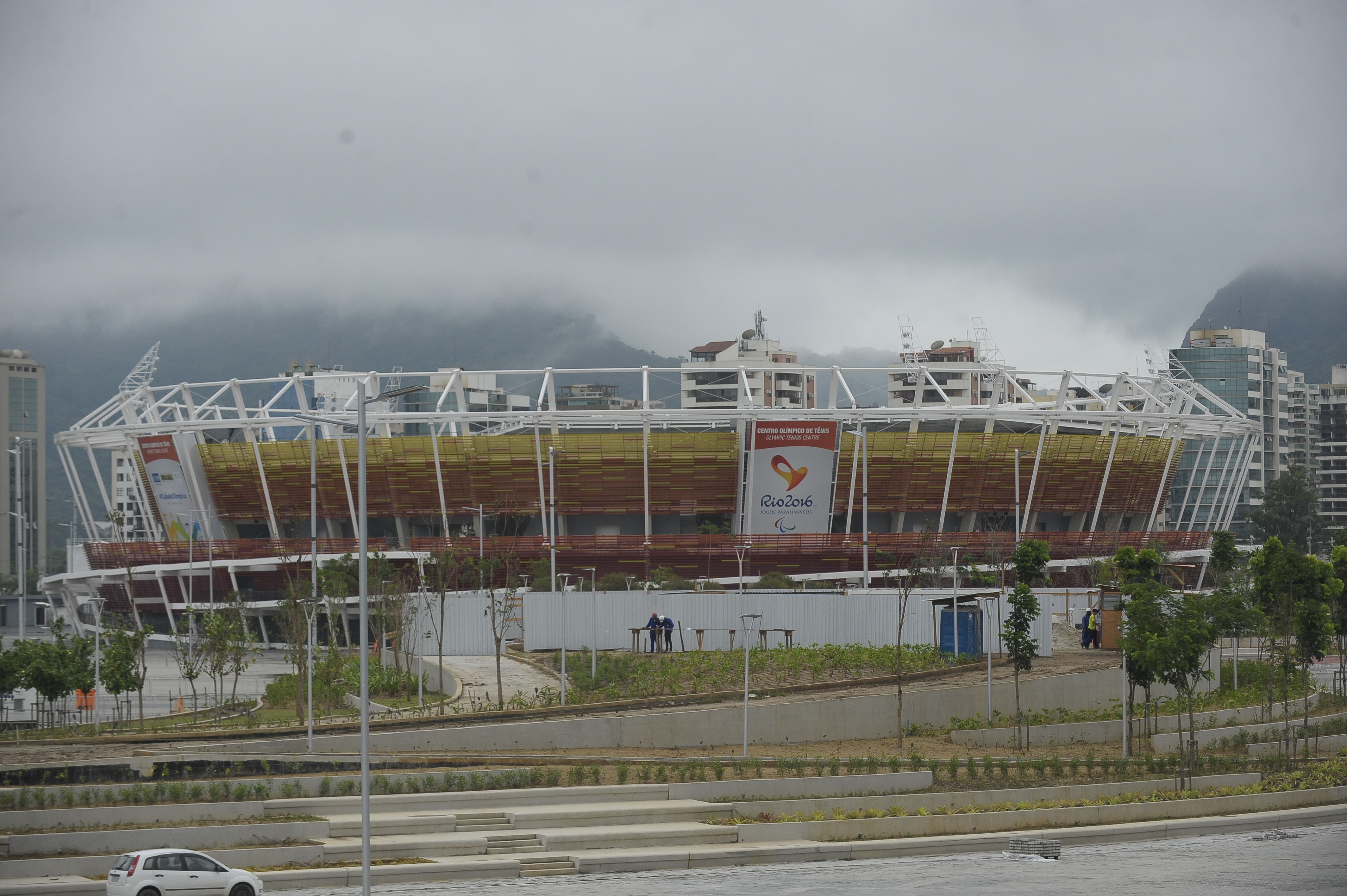
Maria Bueno Stadion

Während des Baus, der 2013 begann, gab es einige Probleme. So kamen die Bauarbeiten zum Stillstand als die Stadt Rio de Janeiro 200 Tage vor Beginn der Spiele den Bauvertrag kündigte. Die Kosten des Baus beliefen sich auf 201,7 Millionen brasilianische Real.
Die Anlage verfügt über ein Tennisstadion und 15 weitere Tennisplätze. Der Center Court, der seit 2015 nach der ehemaligen brasilianischen Tennisspielerin Maria Bueno benannt ist, verfügt über eine Kapazität von 10.000 Zuschauern. Der Show Court 1 hatte eine Kapazität von 5000 Plätzen, der Show Court 2 bot 3000 Zuschauern während den Spielen einen Platz. Die anderen Plätze war für jeweils 250 Zuschauer ausgelegt.
Nach den Olympischen Spielen wurden im Februar 2017 Beachvolleyballspiele im Maria Bueno Stadion ausgetragen.